# FreeFem++

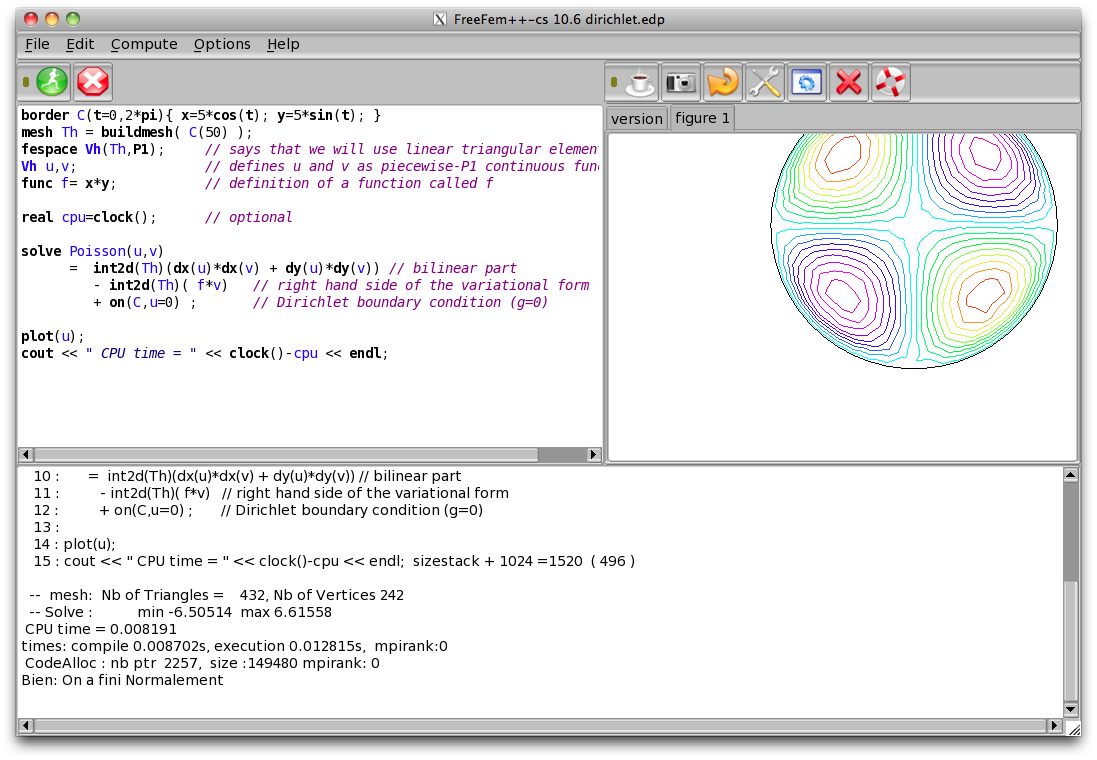
زبان برنامه نویسی FreeFem++

FreeFem++ یک زبان برنامه نویسی و نرم افزاری است که بر حل معادلات دیفرانسیل جزئی با استفاده از روش اجزای محدود تمرکز دارد. FreeFem++ به زبان C++ نوشته شده است و توسط دانشگاه پیر و ماری کوری و Laboratoire Jacques-Louis Lions توسعه و نگهداری می شود. بر روی سیستم های لینوکس ، سولاریس ، مک‌اواس و مایکروسافت ویندوز اجرا می شود. FreeFem++ نرم‌افزار رایگان ( LGPL ) است.
زبان FreeFem++ از C++ الهام گرفته شده است. یک محیط توسعه یکپارچه به نام FreeFem++-cs وجود دارد.

## تاریخچه
اولین نسخه در سال 1987 توسط Olivier Pironneau ایجاد شد و MacFem نام داشت (فقط روی Macintosh کار می کرد). PCFem مدتی بعد ظاهر شد. هر دو به زبان پاسکال نوشته شده بودند.
در سال 1992 با C++ بازنویسی شد و FreeFem نامگذاری شد. نسخه های بعدی، FreeFem+ (1996) و FreeFem++ (1998)، از این زبان برنامه نویسی نیز استفاده کردند.

## نسخه های دیگر
- FreeFem++ شامل نسخه هایی برای حالت کنسول و MPI است
- FreeFem3D

نسخه های منسوخ شده:
- FreeFem+
- FreeFem